# Ray Kay
Ray Kay (ur. jako Reinert K. Olsen, 10 lipca 1978 w Haugesund, Norwegia), norweski reżyser filmowy. Reżyseruje też teledyski m.in. Justina Biebera  Beyoncé Knowles, Destiny’s Child, Christina Milian, Monica, Fantasia, Cassie, Nick Lachey, Mario, Trick Daddy, Snoop Dogg, Mashonda, Teairra Mari, Lil’ Kim, Nivea, Lil’ Jon, Ghostface and Mel C i Lady Gaga.

## Wyreżyserowane teledyski

### 2000
- Voodoobeats – „The One"

### 2002
- Equicez – „Live from Passit”
- Lene V – Commercial spot
- Paperboys – „Barcelona”
- Sport 1 – Commercial spots
- D'lay – „Run Away”
- Ann-Louise – „Can you tell me”
- Winta – „Emotions”
- Gil Bonden – „Shine”
- D’Sound – „Do I need a reason"

### 2003
- Anne Lingan – „Kicking you out”
- Venke Knutson – „Panic”
- Kurt Nilsen – „She's so high”
- Melanie C – „Yeh Yeh Yeh”
- Speedway – „Save Yourself”
- Lene V – Commercial spots
- Black Diamond Brigade – „Black Diamond”
- Anton & Winta – „Hot Romance”
- Coree – „I don't give a damn”
- Winta – „I want you” 	November 2003

### 2004
- 2Play – „It can't be right”
- Monroe – „Smile”
- Kleen Cut – „Hands up”
- Shifty – „Slide Along Side”
- Sirens – „Baby (Off The Wall)”
- Christina Milian ft Joe Budden – „Whatever U Want”
- Nivea ft Lil Jon & Youngbloodz – „Okay”
- Raghav – „Attraction / Angel Eyes”
- Destiny’s Child ft T.I. & Lil Wayne – „Soldier”
- Duchess – „Come check my style”
- Rouge – „Don't be shy”
- Trick Daddy ft Lil Kim & Cee-Lo – „Sugar (Gimme Some)”

### 2005
- Mark Morrison ft Tanya Stephens – „Dance For Me”
- Melanie C – „Next Best Superstar”
- Natalie – „Goin' Crazy
- Pretty Ricky – „Grind With Me”
- Mario Barrett – „Here I Go Again”
- Frankie J – „How To Deal”
- Teairra Mari – „Make Her Feel Good”
- Mashonda ft Snoop Dogg – „Blackout"

### 2006
- Ghostface ft Ne-Yo – „Back Like That”
- Christina Milian ft Young Jeezy – „Say I”
- Black Buddafly ft Fabolous – „Bad Girl”
- Nick Lachey – „What's Left of Me”
- Cassie – „Me & U”
- Nick Lachey – „I Can't Hate You Anymore”
- Monica ft. Dem Franchise Boyz – „Everytime tha Beat Drop”
- One Chance ft D4L – „Look at Her”
- Johnta Austin ft Jermaine Dupri – „Turn It Up”
- Paula DeAnda – „Walk Away”
- Stacie Orrico – „So Simple”
- Jamelia – „Beware of the Dog”
- Fantasia Barrino ft Big Boi – „Hood Boy”

### 2007
- LAX – „Forget You”
- Beyoncé – „Freakum Dress”
- Sterling Simms – „Nasty Girl”
- Pittsburgh Slim – „Girls Kiss Girls”
- Jagged Edge ft Ashanti & Jermaine Dupri– „Put A Lil Ummp In It”

### 2008
- Lady Gaga – „Poker Face”
- Enrique Iglesias – „Takin' back my love”

### 2009
- Cheryl Cole – „Fight for This Love”
- Justin Bieber  -  „One Time”
- Justin Bieber ft. Ludacris  -  „Baby"

### 2010
- Alesha Dixon – „Drummer Boy”

### 2011
- Britney Spears – „Till The World Ends”
- Aura Dione – „Geronimo”

### 2012
- Aura Dione – „Friends”